# Половодин, Игорь Алексеевич
И́горь Алексе́евич Полово́дин (23 марта 1955, Вологда — 22 июня 2005) — советский и российский шахматист, международный мастер (1984). Заслуженный тренер Грузинской ССР. Инженер-строитель.

## Биография
Игорь увлекся шахматами в пятилетнем возрасте. Занимался в Доме пионеров и школьников у Владимира Кузнецова. Стал перворазрядником, когда ему было одиннадцать лет. Чемпион РСФСР среди школьников в возрасте до 14 лет 1969 года. Занял третье место на личном первенстве СССР среди юношей (Вильнюс, 1970). Окончил Вологодский филиал Северо-Западного заочного политехнического института. Мастер спорта СССР с 1976 года.
В чемпионате Ленинграда 1979 поделил 1—2-е места с Марком Цейтлиным. Дополнительный матч завершился вничью, а по таблице коэффициентов победителем был признан Половодин. Участник ряда Всесоюзных турниров молодых мастеров: лучший результат в 1980 — 4—5-е места. В первенстве ВЦСПС (Даугавпилс, 1983) разделил 3—4-е места с Альбертом Капенгутом. Лучшие результаты в международных соревнованиях: Наленчув (1980) — 1—2-е; Асеновград (1984 и 1985) — 1—3-е и 2—4-е; Дрезден (1985) — 4—5-е; фестиваль «Белые ночи» Санкт-Петербурга (2004) — 3-е места. В 1984 году стал международным мастером.
В 1984 г. в составе сборной ДСО «Зенит» стал серебряным призером командного чемпионата СССР (кубка СССР среди сборных ДСО и ведомств; выполнял функцию запасного участника, сыграл 6 партий, из которых 2 выиграл, 4 завершил вничью).
После службы в армии долгое время жил в Ленинграде. Работал тренером спортклуба завода «Большевик». Тренер-секундант Майи Чибурданидзе в матчах на первенство мира (1981, 1986 и 1988). Помогал Валерию Салову, Андрею Соколову и Гате Камскому. Входил в тренерский штаб Анатолия Карпова во время подготовки к поединку за звание чемпиона мира по версии ФИДЕ с голландцем Яном Тимманом.

## Изменения рейтинга
| Графики недоступны из-за технических проблем. См. информацию на Фабрикаторе и на mediawiki.org. |

## Книги
- Из прошлого вологодских шахмат : (К истории шахмат в России) / И. А. Половодин. Вологда, 1999
- Шахматная композиция на Вологодчине / И. А. Половодин. — 2003. — 136 с. : ил.